# 마크다운
마크다운(Markdown)은 일반 텍스트 기반의 경량 마크업 언어다. 일반 텍스트로 서식이 있는 문서를 작성하는 데 사용되며, 일반 마크업 언어에 비해 문법이 쉽고 간단한 것이 특징이다. HTML과 리치 텍스트(RTF) 등 서식 문서로 쉽게 변환되기 때문에 응용 소프트웨어와 함께 배포되는 README 파일이나 온라인 게시물 등에 많이 사용된다.

## 역사
존 그루버는 2004년에 문법 면에서 에런 스워츠와 중대한 협업을 통해 마크다운 언어를 만들었으며, 사람들이 읽기 쉽고 쓰기 쉬운 플레인 텍스트 포맷을 사용하여 쓸 수 있으면서 구조적으로 유효한 XHTML(또는 HTML)로 선택적 변환이 가능하게 하는 것이 목표이다.

## 문법
마크다운에서는 엔터키 한 번은 먹지 않는다. 문장이 같은 줄에 연이어 표시된다.
| 마크다운                         | 적용결과                         |
| -------------------------------- | -------------------------------- |
| 첫째 문장. 둘째 문장. 셋째 문장. | 첫째 문장. 둘째 문장. 셋째 문장. |

줄바꿈은 빈 칸 두 개로 구분한다.
| 마크다운                         | 적용결과                         |
| -------------------------------- | -------------------------------- |
| 첫째 문장. 둘째 문장. 셋째 문장. | 첫째 문장. 둘째 문장. 셋째 문장. |

문단과 문단 사이는 빈 줄(엔터키 두 번)로 구분한다.
```
하나의 문단.

다른 문단.

```

문단 제목은 다음과 같이 표현한다.
```
# 큰 제목
## 중간 제목
### 작은 제목

```

또한, 큰 제목과 중간 제목은 다음과 같은 문법도 사용가능하다.
```
큰 제목
====================

중간 제목
---------------------

```

이탤릭체는 다음 문법을 사용한다.
```
*이탤릭체*, _이탤릭체_

```

볼드체는 다음 문법을 사용한다.
```
**볼드체**, __볼드체__

```

하이퍼링크는 다음과 같은 문법을 사용한다.
```
[링크명](http://www.example.com), [링크명](http://www.example.com "사이트 제목")

```

블럭 인용은 다음과 같은 문법을 사용한다.
```
>문단.

```

각 문단의 첫 줄 앞에 >를 붙인다.
순서가 부여된 리스트를 만들기 위해서는 다음과 같은 문법을 사용한다.
```
1. 첫 번째
2. 두 번째
3. 세 번째

```

전부 다 같은 숫자를 넣어도 순서가 제대로 부여된다.
```
1. 첫 번째
1. 두 번째
1. 세 번째

```

순서없는 리스트는 다음과 같은 문법을 사용한다.
```
- 첫 번째
- 두 번째
- 세 번째

```

## 같이 보기
- HTML
- BBCode